# Аграмонте, Аристидес
Аристид Аграмонте-и-Симони (исп. Aristides Agramonte y Simoni; 3 июня 1868, Камагуэй, Испанская империя — 19 августа 1931, Новый Орлеан, Луизиана) — кубинский патологоанатом и бактериолог, специализирующийся на тропической медицине.

## Биография
Аграмонте родился в Камагуэй, и изучал медицину в Колумбийском университете. Ему было предоставлено гражданство США, а в 1898 году Джордж Миллер Штернберг (армейский врач, считающийся первым бактериологом в истории США) назначил его помощником хирурга в армии США и отправил на Кубу для изучения эпидемии желтой лихорадки. Позже Аграмонте работал в «Комиссии по желтой лихорадке», комиссии армии США под руководством Уолтера Рида, которая исследовала передачу болезни и подтвердила открытие эпидемиолога Карлоса Финлея о том, что она передается через укусы комаров вида Aedes aegypti.
Помимо этих исследований, Аристидес Аграмонте также исследовал чуму, лихорадку денге, трахому, малярию, туберкулез, брюшной тиф и другие заболевания. После работы в Комиссии по желтой лихорадке он стал профессором Гаванского университета.

## Публикации
- Agramonte, Aristides (1900). Report of Bacteriological Investigations upon Yellow Fever. The Medical News. 76 (6): 203–212.
- Reed, W.; Carroll, J.; Agramonte, A.; Lazear, J.W. (1900). The Etiology of Yellow Fever-A Preliminary Note. Public Health Pap Rep. 26: 37–53. PMC 2329228. PMID 19600960.
- Reed, W.; Carroll, J.; Agramonte, A. (1901). Experimental yellow fever. American Medicine. 2 (1): 1–15.
- Reed, W.; Carroll, J.; Agramonte, A. (1901). The etiology of yellow fever : An additional note. Journal of the American Medical Association. 36 (7): 431–440. doi:10.1001/jama.1901.52470070017001f. Ανατυπώθηκε από το περιοδικό το 1983: Reed, W.; Agramonte, A. (1983), Landmark article. Feb 16, 1901: The etiology of yellow fever. An additional note, JAMA, vol. 250, no. 5, pp. 649–658, doi:10.1001/jama.250.5.649, PMID 6345833
- Agramonte, Aristides (1915). The Inside History of a Great Medical Discovery. The Scientific Monthly. 1 (3): 209–237. Bibcode:1915SciMo...1..209A.